# Olivětín
Olivětín (německy Oelberg nebo Ölberg) je dnes část města Broumova v okrese Náchod, se kterým je zcela propojen přes Velkou Ves (také část Broumova). Na okraji Olivětína protéká řeka Stěnava, v Olivětíně se do ní vlévají Svinský potok a Kravský potok. Olivětínem prochází železnice z Meziměstí do Broumova.

## Historie
Území dnešního Olivětína původně náleželo k velkoveskému klášternímu dvoru, pěstoval se zde chmel. Na křižovatce cest z Velké vsi do Heřmánkovic a z Broumova do Slezska vznikla někdy v době třicetileté války dřevěná kaple na „Olivetské hoře“. Vzdálenost z Broumova ke kapli má symbolizovat vzdálenost z Jeruzaléma na Olivetskou horu – na Zelený čtvrtek se zde konaly procesí. V 18. století byla kaple barokně přestavěna a zasvěcena Panně Marii Bolestné.
Samotná osada vznikala v 18. století okolo nové budovy klášterního pivovaru (dnes pivovar Broumov) z roku 1714. Vedle pivovaru zde byla v druhé polovině 18. století postavena také soukenická valcha a klášterní bělidlo, zpracovávala se zde produkce domácích tkalců z broumovského panství.
Na začátku 19. století měla osada, formálně patřící pod Velkou Ves, 8 popisných čísel a 85 obyvatel.
Od 40. let 19. století podnikal v Olivětíně obchodník s plátnem Benedikt Schroll (1790–1876) z Hejtmánkovic. Jeho syn Josef Schroll v roce 1856 zahájil stavbu jedné z prvních mechanických tkalcoven v Čechách. Je považovaný za zakladatele moderního Olivětína.

## Zajímavosti
- Pivovar Broumov, vaří zde mimo jiné pivo Opat
- rybníky Břídlo a Pivovarský rybník
- suťové lesy ve srázu nad Stěnavou

## Pamětihodnosti
- Kaple Bolestné matky Boží[5]